# Frédéric Dard
Frédéric Dard (29 de junio de 1921-6 de junio de 2000) fue un escritor francés. 
Fue uno de los escritores franceses más reconocidos del siglo XX. Escribió más de 300 novelas en su carrera como escritor.
Del conjunto de su obra destaca la serie de "San-Antonio", una colección de 175 novelas publicadas entre 1949 y los años 1990, protagonizadas por el ficticio comisario Antoine San-Antonio de los servicios secretos franceses. Estas historias estaban escritas en primera persona y firmadas con el mismo nombre de San-Antonio como pseudónimo. Aunque enmarcadas en el género negro o en el género de espionaje, su estilo es paródico y desenfadado, con un uso exhaustivo del argot francés, continuos juegos de palabras y numerosos neologismos inventados por el propio autor, que hacen muy difícil su traducción, así como su lectura por los no francófonos. No obstante, parte de ellas han sido traducidas a diversos idiomas, entre ellos el español en versiones publicadas por las editoriales Bruguera y Mateu en las décadas de 1960 y 1970.

## Literatura
- Pierre Creet, Thierry Gautier: Frédéric Dard dit San-Antonio. Éditions Cheminements, Le-Coudray-Macouard, 2001, ISBN 2-914474-20-2.

- Joséphine Dard: Frédéric Dard. Mon Père San-Antonio. Lafon, París, 2010, ISBN 978-2-7499-1238-7.

- Christian Dombret: Bibliographie illustrée Frédéric Dard, San-Antonio. „en long, en large, et en travers“. Action Communications, Embourg, 1992, ISBN 2-87360-000-4.

- Maxime Gillio, Laurent Turpin: San-Antonio. Boucq & Dard. Sangam, Bordeaux, 2009, ISBN 978-2-9524293-5-1.

- Pierre Grand-Dewyse: „Moi, vous me connaissez!“ Une biographie et une bibliographie de l'œuvre de San-Antonio. Rive Droite, París, 1998, ISBN 2-84152-001-3.

- Dominique Jeannerod: San-Antonio et son double. L'aventure littéraire de Frédéric Dard. PUF, París, 2010, ISBN 978-2-13-057370-8.

- Raymond Milési: San-Antonio. Premier flic de France. Éditions Milési, Pézilla-la-Rivière, 1996, ISBN 2-87795-081-6.

- Jean-Pierre Rémon: Sur les pas de Frédéric Dard. De Bourgoin-Jallieu, à Lyon, en passant pas Saint-Chef. Créations du Pélican, Lyon, 1996.

- François Rivière: Frédéric Dard ou la vie privée de San-Antonio. Fleuve Noir, París, 1999, ISBN 2-265-06525-0 (Fleuve Noir Biographie).

- Françoise Rullier-Theuret: Faut pas pisser sur les vieilles recettes. San-Antonio ou la fascination pour le genre romanesque. Academia Bruyland, Louvain-la-Neuve. 2008, ISBN 978-2-87209-903-0 (Au cœur des textes; 12).

- Françoise Rullier-Theuret (ed.) San-Antonio et la culture française. Actes du colloque international des 18, 19 et 20 mars 2010 en Sorbonn. UDS, Chambéry 2010, ISBN 978-2-915797-74-9.

- Johannes Westenfelder: Nicht Sprachschöpfer sondern Sprachverwerter. San Antonio als Produkt der „crise du français“. Kovač, Hamburgo, 1991, ISBN 3-925630-99-6 (disertación, Univers. Maguncia, 1991).